# Il pianto delle zitelle (film 1939)
Il pianto delle zitelle è un cortometraggio documentario del 1939 diretto da Giacomo Pozzi-Bellini.

## Trama
Donne non sposate, o verginelle, di Vallepietra si recano nel giorno di Pentecoste in pellegrinaggio al santuario della Trinità con lamentazioni e canti del loro dolore per la tragedia del Cristo. È probabile che la processione risalga agli inizi del 1700, secondo il testo più antico pervenutoci, cui, passando i secoli, ha seguito sempre più un impianto di tipo teatrale. Le zitelle sono tutte donne giovani vestite di bianco, tranne una che rappresenta la Madonna vestita di nero. 

## Accoglienza
Il film fu premiato con una medaglia al festival del cinema di Venezia nel 1939. Successivamente censurato, il film è stato raramente proiettato in pubblico solo nella versione censurata. Grazie alla ricerca a cura dell'Istituto centrale per il catalogo e la documentazione (ICCD) nel 2006 è stata proiettata la versione integrale.

## Altre opere sullo stesso tema
Nel 1958 Gian Vittorio Baldi girò un nuovo cortometraggio intitolato anch'esso Il pianto delle zitelle.
Molti sono stati i fotografi che hanno ripreso la processione, tra i quali si possono ricordare Edoardo Martinori, Francesco Vitalini, Carlo Tenerani, Vincenzo Howells, Cesare Pascarella, Augusto Toccafondi, Carmine Gallone, Thomas Ashby, Luciano Morpurgo, Carlo Riccardi, Guglielmo Coluzzi, Pepi Merisio, Piero Ravagli, Vittorugo Contino, Annabella Rossi, Sandro Becchetti, Marialba Russo.